# 侍唄
「侍唄 (さむらいソング)」は、関ジャニ∞の楽曲。2015年12月2日にINFINITY RECORDSから34作目のシングルとして発売された。

## 概要
- 前作『前向きスクリーム!』から約4か月振りのリリース。
- CDは初回限定盤、通常盤の2形態で発売。
- 表題曲「侍唄 (さむらいソング)」は、現代では忘れかけている一途な心、戦いに出るものを待ち続ける直向きな心、「おかえり」という言葉の力を込めたストレートなラブソングとなっている[10]。
  - 32ndシングル『強く 強く 強く』以来2作振り、通算10曲目のシングルでのバンド曲である。
  - 同曲は、メンバーの錦戸亮が主演するテレビ朝日系金曜ナイトドラマ『サムライせんせい』の主題歌である[9]。
  - 同曲は、レキシからの楽曲提供である[9]。楽曲のプロデュースもレキシが担当した[2]。
- 2ndシングル『大阪レイニーブルース』のカップリング「Heavenly Psycho」を、錦戸亮と大西省吾が新たにリアレンジし、メンバーが演奏した再録バージョンを本作のカップリングとして収録[11]。
  - 通常盤のみ収録[11]。
  - 自身のシングルのカップリングが他のシングルのカップリングして再録されるのは初である。
- その他、全形態共通のカップリングとして「キミへのキャロル」を収録[11]。
- 初回限定盤の特典DVDには、表題曲「侍唄 (さむらいソング)」のミュージック・ビデオとメイキング映像を収録。
- 本作の発売を記念し、「侍唄 (さむらいソング)」の優しいメロディーや歌詞の世界観を元に、何気無い日常を紡ぐ"5つの「おかえり」"を映像化し、期間限定CMとして街頭ビジョンや特設サイト『おかえりweb「あのひとに、おかえりを。」』で公開された[12][13]。
- 初回限定盤と通常盤の初回プレス分には、本作または前月に発売された8thアルバム『関ジャニ∞の元気が出るCD!!』の連動企画として、オリジナル手帳「エイターの元気が出る手帳」（2016年度）が当たる『関ジャニ∞の元気が出る歳末応募キャンペーン!!』に応募出来る「キャンペーン応募ID」が封入された[14]。
  - 同キャンペーンに外れた場合は、「元気が出る動画」がストリーミング再生で視聴可能だった[14]。
- 2024年1月1日、デビュー20周年を記念し、過去にリリースされた全楽曲が各種音楽ダウンロードサービス、サブスクリプションサービスで配信されることに伴い、表題曲「侍唄 (さむらいソング)」がベストアルバム『GR8EST』の収録曲、同年1月24日には同曲がアルバム『ジャム』の収録曲として配信開始され、同年1月31日には本作の全収録曲の配信も開始された[15][16][17]。

### 各形態概要
| 曲名             | 形態 | 形態 | 形態 |
| 曲名             | 初回 | 通常 |      |
| ---------------- | ---- | ---- | ---- |
| キミへのキャロル | ○    | ○    |      |
| Heavenly Psycho  | ×    | ○    |      |

| 特典内容                        | 形態                   |
| ------------------------------- | ---------------------- |
| キャンペーン応募ID              | 全形態（初回プレス分） |
| 特典DVD（詳細は#特典DVDを参照） | 初回限定盤             |
| 三方背ケース仕様                | 初回限定盤             |
| ∞シール集 [手帳貼りサイズ]      | 通常盤（初回プレス分） |

## 販売形態
- 発売日：2015年12月2日
  - 初回限定盤（JACA-5571~5572：CD+DVD）
    - 三方背ケース仕様
    - キャンペーン応募ID封入

  - 通常盤（JACA-5573：CD）
    - ∞シール集 [手帳貼りサイズ]封入（初回プレス盤のみ）
    - キャンペーン応募ID封入（初回プレス盤のみ）
- 発売日：2019年7月12日
  - 通常盤：十五催ハッピープライス盤（JSNC-1534：CD）
    - 自身の配信アプリ『関ジャニ∞アプリ』対応のため、15%オフでの再発売。
- 発売日：2024年1月31日
  - 配信作品
    - デビュー20周年を記念した音楽ダウンロードサービスおよびサブスクリプションサービスでの配信[15][16][17]。

## チャート成績

### シングルチャート順位
- オリコンチャート
  - 初週147,943枚を売り上げ、2015年12月14日付の「オリコン週間 CDシングルランキング」で週間1位を獲得した[2][3]。
    - 21作連続、通算29作目のシングル1位となった[2]。

  - 累計162,217枚を売り上げ、2015年12月度「オリコン月間 CDシングルランキング」で月間3位を獲得した[4]。
  - 累計157,403枚を売り上げ、2015年度「オリコン年間 CDシングルランキング」で年間44位を獲得した[5]。
- Billboard JAPAN
  - 2015年12月9日公開の「Billboard JAPAN Top Singles Sales」で週間1位を獲得した[7]。
  - 2016年度「Billboard Japan Top Singles Sales Year End」で年間35位を獲得した[8]。

### 各曲チャート順位
- Billboard JAPAN
  - 2015年12月9日公開の「Billboard Japan Hot 100」で表題曲「侍唄 (さむらいソング)」が週間1位を獲得した[6]。

## 収録曲

### CD
※「Heavenly Psycho」以降、通常盤・配信作品のみ収録。
1. 侍唄 (さむらいソング) - [4:59]
作詞・作曲・編曲：池田貴史
  - テレビ朝日系金曜ナイトドラマ『サムライせんせい』主題歌[9]
  - レキシからの楽曲提供[9]。
2. キミへのキャロル - [4:25]
作詞・作曲：Junxix.
作曲：Saku
編曲：久米康嵩
3. Heavenly Psycho - [4:31]
作詞：TAKESHI
作曲：Julius Lars Bengtsson, Henric Per Hugo Uhrbom
編曲：錦戸亮、大西省吾
  - 2ndシングルカップリングの新録バージョン[11]
  - メンバーが自身で演奏を行っている[11]。
  - 楽曲配信時は「Heavenly Psycho (2015ver.)」と表記。
4. 侍唄 (さむらいソング) (オリジナル・カラオケ)
5. キミへのキャロル (オリジナル・カラオケ)
6. Secret Talk - 錦戸亮

### 特典DVD（初回限定盤）
| #         | タイトル                              | 作詞  | 作曲・編曲 | 時間  |
| --------- | ------------------------------------- | ----- | ---------- | ----- |
| 1.        | 「侍唄 (さむらいソング)」(Music Clip) |       |            | 5:04  |
| 2.        | 「侍唄 (さむらいソング)」(Making)     |       |            | 13:34 |
| 合計時間: | 合計時間:                             | 18:38 |            |       |

## 楽曲提供者

### アーティスト作
- レキシ
  - 「侍唄 (さむらいソング)」(作詞・作曲・編曲)[注 4]

### メンバー作
- 錦戸亮
  - 「Heavenly Psycho」(編曲)[注 5]

## 参加ミュージシャン
※アルバム『ジャム』のクレジットより。
侍唄 (さむらいソング)
- Drums：玉田豊夢
- E Bass：山口寛雄
- A&E Guitar：奥田健介（NONA REEVES）
- Percussion：朝倉真司
- Strings：岡村美央ストリングス
- A Piano & all other Instruments：池田貴史

## 収録作品

### アルバム
侍唄 (さむらいソング)
- 9thアルバム『ジャム』
- 2ndベストアルバム『GR8EST』

### 映像作品

#### ライブ映像
侍唄 (さむらいソング)
- 14thライブDVD/Blu-ray『関ジャニ∞の元気が出るLIVE!!』
- 39thシングル『奇跡の人』(期間限定盤 特典DVD)
- 17thライブDVD/Blu-ray『関ジャニ'sエイターテインメント ジャム』

キミへのキャロル
- 44thシングル『Re:LIVE』(期間限定盤B 特典DVD)
- 20thライブDVD/Blu-ray『KANJANI'S Re:LIVE 8BEAT』
- 22ndライブBlu-ray/DVD『KANJANI∞ DOME LIVE 18祭』(初回限定盤A 特典Blu-ray/DVD)

#### ミュージック・ビデオ
侍唄 (さむらいソング)
- 2ndベストアルバム『GR8EST』(完全限定豪華盤 特典DVD)